# Joan Maria Visconti

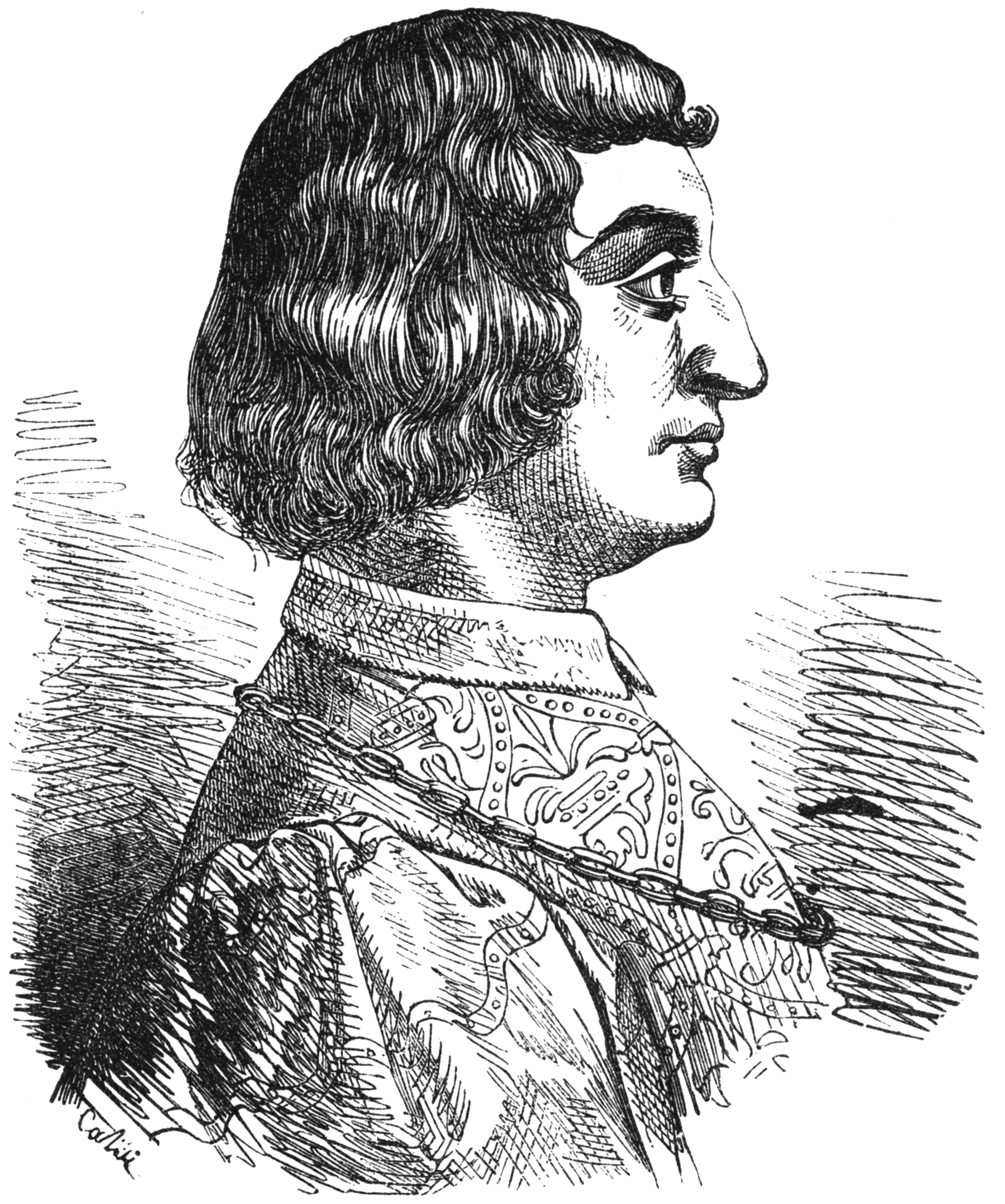
Imatge de Joan Maria Visconti.

Joan Maria Visconti (en italià: Giovanni Maria Visconti) (Abbiategrasso, Senyoriu de Milà 1388 - Milà, Ducat de Milà 1412) fou el 2n Duc de Milà, càrrec que ocupà entre 1402 i 1412.

## Orígens familiars
Va néixer el 7 de setembre de 1388 a la població d'Abbiategrasso, sent el fill primogènit de Joan Galeàs Visconti i la seva segona esposa, Caterina Visconti. Fou net per línia paterna de Galeàs II Visconti i Blanca de Savoia, i per línia materna de Bernabé Visconti i Beatriu della Scala. Fou, així mateix, germà de Felip Maria Visconti.
Morí assassinat el 16 de maig de 1412 a la ciutat de Milà.

## Núpcies i descendents
Es casà el 1408 amb Antonia Malatesta, filla de Carles I Malatesta i Elisabet Gonzaga. D'aquesta unió no nasqueren fills.

## Ascens al tron
Joan Maria fou nomenat duc de Milà el setembre de 1402 a la mort del seu pare als 13 anys, assumint la regència del ducat la seva mare. A l'ascens d'aquesta el ducat es disgregà en diverses faccions, entre les quals sobresortí la dirigida per Facino Cane. Els seguidors d'aquest últim van aconseguir fer néixer en Joan Maria la desconfiança envers la seva pròpia mare, ordenant el duc el seu empresonament al castell de Monza l'any 1404, on morí poques setmanes després, probablement enverinada. En 1403 el papa Bonifaci IX va fer un acord amb el ducat pel qual Bolonya, Perugia i Assís van caure sota el control del Papa.
Aprofitant la malaltia de Facino Cane, que es trobava a la ciutat de Pavia, un grup de nobles conspiradors van assassinar Joan Maria davant les portes de l'església de Sant Gotard a Milà. Aquest mateix dia, i al seu llit de mort, Facino va fer jurar als seus seguidors que donarien suport i encoratjarien l'ascens al ducat de Felip Maria. Així mateix, sembla que fou ell mateix el que suggerir que la seva esposa Beatriu de Tende es casés amb el nou duc a la seva mort, fet que així va succeir.
Durant el seu govern va començar la decadència dels Visconti, perdent les possessions que el ducat tenia a la regió del Vèneto.